# ألوهية لاأدرية
الألوهية اللاأدرية هي النظرة الفلسفية التي تشمل كلا من الإيمان باللاهوت واللاأدرية. يؤمن اللاأدري بوجود إله أو آلهة، لكنه يعتبر أساس هذا الافتراض غير معروف أو غير معروف بطبيعته.